# Skrea församling
Skrea församling är en församling i Varbergs och Falkenbergs kontrakt i Göteborgs stift. Församlingen ingår i Falkenbergs pastorat och ligger i Falkenbergs kommun i Hallands län.
Församlingskyrka är Skrea kyrka

## Administrativ historik
Församlingen har medeltida ursprung. 
Församlingen har varit och är  annexförsamling i pastoratet Falkenberg och Skrea,  vilket 2017 kraftigt utökades.